# Присоє (Дицмо)
Присоє (хорв. Prisoje) — населений пункт у Хорватії, у Сплітсько-Далматинській жупанії у складі громади Дицмо.

## Населення
Населення за даними перепису 2011 року становило 643 осіб.
Динаміка чисельності населення поселення:

## Клімат
Середня річна температура становить 12,80 °C, середня максимальна – 27,53 °C, а середня мінімальна – -1,91 °C. Середня річна кількість опадів – 894 мм.
| Клімат поселення                              | Клімат поселення | Клімат поселення | Клімат поселення | Клімат поселення | Клімат поселення | Клімат поселення | Клімат поселення | Клімат поселення | Клімат поселення | Клімат поселення | Клімат поселення | Клімат поселення | Клімат поселення |
| Показник                                      | Січ.             | Лют.             | Бер.             | Квіт.            | Трав.            | Черв.            | Лип.             | Серп.            | Вер.             | Жовт.            | Лист.            | Груд.            |                  |
| Середній максимум, °C                         | 8,95             | 9,92             | 13,10            | 16,80            | 21,50            | 25,46            | 27,53            | 27,52            | 22,65            | 17,89            | 12,50            | 9,66             |                  |
| Середня температура, °C                       | 3,52             | 4,50             | 7,66             | 11,37            | 16,08            | 20,04            | 22,96            | 22,96            | 18,10            | 13,33            | 7,96             | 5,12             |                  |
| Середній мінімум, °C                          | −1,91            | −0,93            | 2,24             | 5,94             | 10,66            | 14,62            | 18,44            | 18,42            | 13,54            | 8,79             | 3,42             | 0,57             |                  |
| Норма опадів, мм                              | 75               | 65               | 72               | 75               | 62               | 61               | 42               | 55               | 78               | 98               | 114              | 97               |                  |
| Середньомісячна швидкість вітру, м/с          | 2.49             | 2.78             | 2.93             | 2.76             | 2.47             | 2.21             | 2.22             | 2.08             | 2.29             | 2.36             | 2.83             | 2.83             |                  |
| Середньомісячна сонячна радіація, кДж/м²·день | 5438             | 8208             | 11821            | 16273            | 20089            | 22644            | 24160            | 21357            | 15968            | 10373            | 5960             | 4649             |                  |
| --------------------------------------------- | ---------------- | ---------------- | ---------------- | ---------------- | ---------------- | ---------------- | ---------------- | ---------------- | ---------------- | ---------------- | ---------------- | ---------------- | ---------------- |
| Джерело:                                      |                  |                  |                  |                  |                  |                  |                  |                  |                  |                  |                  |                  |                  |